# Manifest de Praga
El Manifest de Praga és una declaració presentada en el Congrés Universal d'Esperanto de l'any 1996 a Praga, promoguda per Mark Fettes.
Segons el mateix manifest, és una declaració de "membres del moviment mundial per al progrés de l'esperanto" i està dirigit "a tots els governs, organitzacions internacionals, i homes de bona voluntat".
El manifest busca presentar els objectius del moviment esperantista, enfocant els següents punts:
- Democràcia
- Educació sense fronteres
- Eficàcia pedagògica
- Poliglotisme
- Drets de lingüístics
- Diversitat lingüística
- Emancipació humana

## Acceptació del manifest
Sovint es diu que el manifest és acceptat pels participants del congrés a Praga. Efectivament, el comitè de la UEA va acceptar el manifest el 20 de juliol del 1996. També es va demanar que tots els participants signaren individualment el manifest; tanmateix només va ser signat per 550 de 2.972 participants. L'afirmació que els participants, o "el congrés universal", van acceptar el manifest és errònia o almenys confusa, fins i tot si hom suposa que la majoria dels participants van estar d'acord sobre el contingut del manifest.
Hom pot trobar crítiques al Manifest de Praga al capítol "Manifestoj sen mitoj" del llibre Esperanto sen mitoj de Ziko Marcus Sikosek.

## Recol·lecció de firmes
Després del congrés a Praga, la UEA va continuar amb la recol·lecció de firmes. El 15 de maig del 1998, la UEA va recol·lectar 11.111 firmes. La xifra va superar les 13.000 firmes l'any 2005.